# Emmanuel Kwadwo Adu
Emmanuel Kwadwo Adu es un diplomático ghanés retirado.
- Es un astuto hombre de negocios.
- Fue representante de África occidental de Scancem Internacional, que es el director general de Judá (Alabado) Ltd. y presidente ejecutivo, Victoria Broadcasting Network Ltd (Canal R).
- Es un entusiasta de los deportes entusiasta, que era el vicepresidente de la Asociación de Fútbol de Ghana 1992-1994, y presidente de Kumasi Asante Kotoko Fútbol Club desde 1994 y 1996.
- Del 15 de septiembre de 2001 al 14 de marzo de 2006 fue embajador en Copenhague (Dinamarca), acreditado simultáneamente a los cuatro países nórdicos de Suecia, Noruega, Finlandia e Islandia. Fue designado para el puesto en 2001 por el Gobierno del PNP y ha sido instrumental en traer muchos negocios a Ghana incluyendo Telenor y Norsk Hydro-, tanto desde Noruega.[1]
- Del 14 de marzo de 2006 al 13 de junio de 2014 fue embajador en Porto Novo (Benín).